# Trevor Cherry
Trevor John Cherry (* 23. Februar 1948 in Huddersfield; † 29. April 2020) war ein englischer Fußballspieler und -trainer. Er war dabei in den 1970er Jahren als Abwehrspieler bei Leeds United aktiv und absolvierte zwischen 1976 und 1980 insgesamt 27 Länderspiele für die englische Fußballnationalmannschaft. Darüber hinaus war er im Kader für die EM 1980 in Italien.

## Sportlicher Werdegang
Cherry schloss sich 1965 als 17-Jähriger seinem Heimatverein Huddersfield Town an, nachdem er in einer Auswahl für die lokale christliche Jugendorganisation YMCA entdeckt worden war. Er etablierte sich schnell als flexibler Spieler, der vielseitig auf den verschiedensten Defensivpositionen eingesetzt werden konnte. Im Jahr 1970 gelang ihm durch den Gewinn der Zweitligameisterschaft der Aufstieg in die erste englische Liga.
Für eine Ablösesumme von 100.000 Pfund wechselte Cherry dann im Jahr 1972 zu Leeds United, wo der dortige Trainer Don Revie einen Ersatz für den in die Jahre gekommenen Jack Charlton benötigte. Cherry spielte dann in seiner ersten Saison sowohl gemeinsam mit als auch anstelle von Charlton, wurde aber zumeist als linker Verteidiger eingesetzt, da der aufgrund eines Beinbruchs langzeitverletzte Terry Cooper andere defensive Aufstellungsvarianten verhinderte. Zum Ende der Saison summierten sich Cherrys Einsätze auf 38 und er wurde zudem von Revie für das Finale im FA Cup berufen.
Als einziger Spieler der gesamten Elf hatte Cherry ein Jahr zuvor nicht bereits den Pokal gegen den FC Arsenal gewonnen, aber obwohl Cherry diese Partie mit Leeds verlor, war er einer der wenigen Spieler seiner Mannschaft, der eine gute Leistung ablieferte. Cherry war in dem Spiel an vielen Offensivaktionen und dabei an einer sehr spektakulären Szene im Wembley-Stadion beteiligt. Als Leeds mit 0:1 gegen den FC Sunderland zur Mitte der zweiten Halbzeit zurücklag, ersprintete Cherry eine lange Flanke von Paul Reaney und scheiterte mit seinem Flugkopfball an Sunderlands Torwart Jimmy Montgomery, wobei der abgewehrte Ball in den Weg von Leeds Spieler Peter Lorimer fiel, dessen Nachschuss dann mit einem schnellen Reflex erneut von Montgomery pariert wurde, der mit dieser Leistung zu einem Publikumsliebling in Sunderland wurde. Cherry sollte auch in seiner weiteren Karriere den FA Cup nicht gewinnen können.
Seine erste englische Meisterschaft gewann er dann mit Leeds im Jahr 1974, als die Mannschaft in 29 aufeinanderfolgenden Spielen seit Beginn der Saison ungeschlagen blieb. Auch in dieser Spielzeit wurde Cherry zumeist als linker Verteidiger eingesetzt.
Das Jahr 1975 verlief für Cherry zunächst durchwachsen. Eine Verletzung sorgte dafür, dass er in etwa der Hälfte der Begegnungen nicht spielen konnte, aber rechtzeitig zu den Halbfinalspielen im Europapokal der Landesmeister gegen den FC Barcelona einsatzfähig war. Cherry spielte in beiden Partien direkt gegen Johan Cruyff und half dabei, dass Cruyff sein Spiel nicht entwickeln konnte. Leeds erreichte dann das Finale gegen den FC Bayern München, in dem Cherry von Trainer Jimmy Armfield jedoch nicht nominiert wurde, da er zuvor mehrere Ligaspiele wegen einer längeren Sperre aussetzen musste. Leeds verlor das Finale in Paris mit 0:2.
Cherry übernahm im Jahr 1976 die Aufgabe des Mannschaftskapitäns, nach Billy Bremner den Verein verlassen hatte. Außerdem wurde Cherry erstmals in der englischen Nationalmannschaft eingesetzt. Der Verein Leeds United selbst durchlief jedoch aufgrund zahlreicher Abgänge und in die Jahre gekommener Spieler eine schwierige Zeit  und dies hatte zur Folge, dass Leeds in keinem Wettbewerb mehr eine größere Rolle spielen konnte.
Seine erste (jedoch nicht gerechtfertigte) rote Karte in einem Länderspiel erhielt Cherry dann in der Begegnung gegen Argentinien im Jahr 1977, obwohl Cherry bei dem Schlag ins Gesicht durch einen argentinischen Spieler zwei Zähne verlor. Er setzte seine internationale Karriere fort, obwohl sich England nicht für die WM 1978 in Argentinien qualifizieren konnte.
Als sich England dann 1980 erstmals nach zehn Jahren wieder für ein großes Turnier qualifizieren konnte, war Cherry im 22-köpfigen Kader der EM 1980 in Italien. Sein Beitrag war jedoch nur gering, da er lediglich in der Gruppenphase gegen Spanien eingewechselt wurde, wobei England bereits nach Beendigung der Gruppe aus dem Wettbewerb ausschied.
Cherry spielte bis zum Jahr 1982 weiter für Leeds, als der Verein unter der Leitung von Cherrys ehemaligem Mannschaftskameraden Allan Clarke und exakt zehn Jahre nach Cherry Abstieg mit Huddersfield Town in die zweite Liga gehen musste. Cherry spielte drei Monate in der zweiten Liga und wechselte dann zum Nachbarverein Bradford City, wo er als Spielertrainer arbeitete.
Nach einem Jahr beendete Cherry seine Spielerkarriere, um sich vollständig auf die Trainerarbeit zu konzentrieren. Während der Katastrophe in Bradford am 11. Mai 1985, als bei den Feierlichkeiten im Stadion anlässlich des Aufstiegs in die zweite Liga 56 Menschen zu Tode kamen, war Cherry weiterhin Trainer.
Nur ein Jahr später zog sich Cherry vollständig von seiner Trainertätigkeit und vom Fußballsport generell zurück. Bis zu seinem Tod im April 2020 betrieb er eine Werbe- und Bewirtungsfirma in Huddersfield. Er war verheiratet und hatte zwei Söhne.

## Erfolge
- Englischer Meister: 1974